# Joan Copjec
Joan K. Copjec es una filósofa, teórica, escritora, feminista y destacada psicoanalista estadounidense lacaniana. Es profesora de Cultura Moderna y Medios en la Universidad Brown.

## Primeros años y carrera
Copjec recibió su licenciatura del Wheaton College en literatura inglesa. Ella recibió su maestría de la Universidad de Wisconsin-Madison y comenzó su tesis doctoral allí. Su interés en el cine surgió mientras estudiaba allí. Asistió a la Escuela de Cine Orson Welles en Cambridge, Massachusetts, luego la Escuela de Bellas Artes Slade, University College London.